# 白羊座VZ
白羊座VZ，又名BD+24 396，HD 17471、SAO 75588、HR 830，是白羊座的一颗恒星，视星等为5.86，位于銀經153.91，銀緯-30.53，其B1900.0坐标为赤經2h 42m 56.9s，赤緯+24° -30.53′ 15″。